# Juin 1793

## Événements
- 2 juin, France : arrestation de 31 députés Girondins (voir aussi Journées du 31 mai et du 2 juin 1793). Début de la Convention montagnarde (fin le 27 juillet 1794). Insurrections fédéralistes.

- 5 juin, France : loi sur le partage égalitaire dans les successions.

- 7 juin : bataille de Doué.

- 8 juin : bataille de Montreuil-Bellay.

- 9 juin :
  - combat d'Arlon[1].
  - France : bataille de Saumur. Les armées vendéennes prennent Saumur.

- 10 juin : bataille de Machecoul.

- 11 juin : Napoléon Bonaparte quitte définitivement la Corse avec sa famille[2].

- 17 juin : la Diète polonaise est réunie à Grodno pour ratifier l’accord de partage entre la Russie et la Prusse, ce qui est fait le 17 août et le 23 septembre après une résistance symbolique[3]. La Russie abolit la Constitution polonaise du 3 mai 1791 et rétablit le Conseil permanent, organisme du gouvernement central. La Pologne devient un protectorat de la Russie, dont l’ambassadeur siège au Conseil permanent.

- 18 juin, France : début de l'Affaire de la Brossinière.

- 20 au 22 juin : bataille du Cap-français.

- 24 juin : la Constitution de l'An I est promulguée. Déclaration des droits de l'homme et du citoyen de 1793 en préambule.

- 25 juin, France :
  - décret de création du département de Vaucluse.
  - Bataille de Parthenay.

- 28 juin, France : première bataille de Luçon.

- 29 juin : bataille de Nantes.

## Naissances
- 2 juin : Alexander Collie (mort en 1835), chirurgien britannique.

## Décès
- 13 juin : Jean-Baptiste Marie Charles Meusnier de La Place (né en 1754), général de la Révolution, géomètre et ingénieur français.
- 26 juin : Gilbert White (né en 1720), naturaliste anglais.